# Lemme de Lebesgue
En mathématiques, le lemme de Lebesgue est un résultat important en théorie de l'approximation. Il permet d'obtenir une borne sur l'erreur de projection.

## Énoncé
Soit {\displaystyle (V,\|.\|)} un espace vectoriel normé, U un sous-espace vectoriel de V et soit P un projecteur linéaire sur U. Alors, pour chaque {\displaystyle v\in V} :
{\displaystyle \|v-P(v)\|\leq (1+\|P\|)\inf _{u\in U}\|v-u\|.}